# 10569 Kinoshitamasao
10569 Kinoshitamasao (1994 GQ) là một tiểu hành tinh vành đai chính được phát hiện ngày 8 tháng 4 năm 1994 bởi K. Endate và K. Watanabe ở Kitami.